# مطار ماستريخت آخن
مطار ماسترخت آخن (إياتا: MST، إيكاو: EHBK) هو مطار إقليمي بالقرب من ماسترخت، هولندا وأيضا قريب من آخن، ألمانيا وتقع ببلدية بيك.

## شركات الطيران والوجهات

### الركاب
| شركـات طيـران    | الوجهات |
| ---------------- | --- |
| كوريندون هولاندا | موسمي: مطار أنطاليا، Burgas، Heraklion، مطار الغردقة الدولي، Rhodes، Ohrid (تبدأ في 7 يوليو 2023)، مطار زاكينثوس الدولي ‏ |
| رايان إير        | مطار أليكانتي، مطار برشلونة الدولي، مطار باري كارل فويتيالا ‏، مطار لندن ستانستد، مطار بورتو الدولي موسمي: مطار زادار     |

### الشحن
| شركـات طيـران            | الوجهات |
| ------------------------ | --- |
| الإمارات للشحن الجوي     | مطار آل مكتوم الدولي، مطار جومو كينياتا الدولي، مطار جون إف كينيدي الدولي، Columbus–Rickenbacker |
| الخطوط الجوية الإثيوبية  | مطار أديس أبابا بولي الدولي، مطار قوانغتشو باييون الدولي، مطار جون إف كينيدي الدولي، مطار تشنغتشو الدولي |
| Longtail Aviation        | مطار آل مكتوم الدولي، مطار تان سون نهات الدولي، مطار هونغ كونغ الدولي، مطار جون إف كينيدي الدولي |
| الخطوط الجوية القطرية    | مطار هارتسفيلد جاكسون، مطار بازل ميلوز فريبورغ الأوروبي، مطار أوهير الدولي، مطار حمد الدولي، مطار ليون سانت إكسوبيري، Oslo، مطار توكومين الدولي، مطار باريس شارل ديغول، مطار فيينا الدولي |
| الملكية الأردنية         | مطار الملكة علياء الدولي، مطار لارنكا الدولي |
| الخطوط السعودية للشحن    | مطار الملك فهد الدولي، مطار إسطنبول الدولي، مطار الملك عبد العزيز الدولي، مطار الملك خالد الدولي |
| الخطوط الجوية التركية    | مطار كوتوكا الدولي، مطار بازل ميلوز فريبورغ الأوروبي، مطار إلدورادو الدولي، مطار أوهير الدولي، مطار إنتيبي الدولي، مطار عدنان مندريس، مطار إسطنبول الدولي، مطار الكويت الدولي، مطار لندن ستانستد، مطار ميامي الدولي، مطار جومو كينياتا الدولي، Oslo، مطار الملك خالد الدولي، مطار تورونتو بيرسون الدولي، Willemstad |
| الخطوط الجوية الفيتنامية | مطار نوي باي الدولي، مطار تان سون نهات الدولي |

## الإحصائايت
شاهد source Wikidata query and sources.
| السنة | الركاب    | الشحن     |
| ----- | --------- | --------- |
| 2006  | 270,086   | 54,000    |
| 2007  | 134,579 ▼ | 58,000 ▲  |
| 2008  | 231,824 ▲ | 55,000 ▲  |
| 2009  | 135,696 ▼ | 53,000 ▼  |
| 2010  | 226,635 ▲ | 62,000 ▲  |
| 2011  | 333,910 ▲ | 65,000 ▲  |
| 2012  | 305,439 ▼ | 52,000 ▼  |
| 2013  | 429,545 ▲ | 54,000 ▲  |
| 2014  | 241,473 ▼ | 57,000 ▲  |
| 2015  | 195,180 ▼ | 57,000    |
| 2016  | 176,562 ▼ | 60,000 ▲  |
| 2017  | 167,544 ▼ | 87,000 ▲  |
| 2018  | 274,986 ▲ | 125,000 ▲ |
| 2019  | 430,030 ▲ | 109,000 ▼ |
| 2020  | 81,000 ▼  | 136,000 ▲ |
| 2021  | 98,000 ▲  | 128,000 ▼ |
| 2022  | 266,000 ▲ | 108,000 ▼ |

المصدر: إحصائيات هولندا